# (2169) Тайвань
(2169) Тайвань (кит. 台灣) — астероид из группы главного пояса, который был открыт 9 ноября 1964 года в обсерватории Цзыцзиньшань и назван в честь острова Тайвань, расположенного в 150 км от материкового Китая и контролируемого (вместе с прилегающими островами) частично признанным государством Китайская Республика (не путать с Китаем).

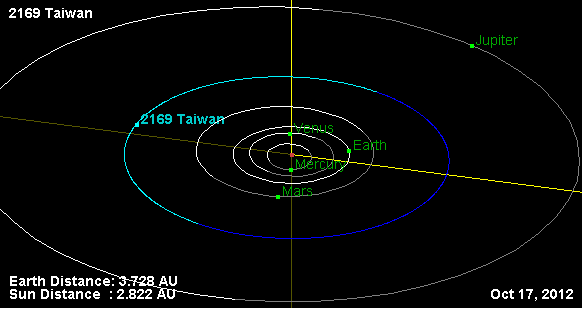
Орбита астероида Тайвань и его положение в Солнечной системе